# Опсада Неготина (1813)
Опсада Неготина (1813) је једна од битака која је означила слом Првог српског устанка.

## Увод
Насеље Неготин први пут се помиње 1627; у време аустријске окупације 1718-39. Немци су на месту данашњег гробља саградили касарну. Временом су се око ње развиле махале и неколико дућана, а у Неготину се 1784. сместио српски обор-кнез, који је управљао са 47 села, и турски војвода. 1792. заузео га је видински паша Осман Пазваноглу, утврдио га високим зидом од камена са неколико кула и посео га војском. У Првом српском устанку Неготин је после боја на Штубику и Малајници, 24. јуна-19. јула 1807. безуспешно опседала руско-српска војска под командом генерала Исајева и Миленка Стојковића. Након више неуспелих српских напада, Неготин је најзад заузела руско-српска војска генерала Цуката и Петра Добрњца (око 2.500 Руса и 6.000 Срба) 19. септембра 1810, након што су га Турци напустили без борбе. У Неготину је за кнеза постављен Миша Станковић Карапанџа, а у лето 1811. за крајинског војводу и команданта Неготина Хајдук-Вељко Петровић, до тада војвода Соко Бање. У исто време, за цариника у оближњем Кладову постављен је млади писар из Совјета, Вук Караџић.

## Турска офанзива на Србију
Почетком јуна 1813. главна турска сила ударила је на Србију са три стране: од Ниша на Делиград, од Босне на Дрину и од Видина на Неготин. Очекујући напад, и устаничка војска се поделила на три стране: на Делиграду је био Младен Миловановић са 10-12.000 људи, на Дрини кнез Сима Марковић са још толико, у Крајини Хајдук-Вељко са око 3.000, а Карађорђе је био у Јагодини са 4-5.000 људи као стратегијска резерва. По осталим граничним утврђењима и шанчевима било је по 500-1.000 људи. На Неготин је дошао сам велики везир Хуршид-паша са више од 15.000 људи; Бошњаци, начинивши на Дрини ћуприју, заузеше шанчеве у Лешници и Лозници и опколише Засавицу, а турска главнина удари на Делиград.

## Супротстављене снаге
Пред напад Турака на Србију 1813. Неготин је био уређен за одбрану: на највишем месту био је уређен Хајдук-Вељков шанац, четворостран, са 4 топа на две топовске платформе, утврђен ровом и палисадама. Вељкова кула Баба-Финка имала је више спратова; на северној страни града, поред каменог моста, био је Мартинов шанац, а на источној Абрашев шанац, сваки са по 3 топа; на југозападној страни шанац Цветка Бреговљанина са 1 топом и на западној страни шанац Цветка Куљанина са 3 топа. На североисточној и југоисточној страни града биле су по једна дрвена кула, које су бранили мештани под својим буљубашама.
Хајдук-Вељко је у Неготину имао око 3.000 бораца са 14 топова, од којих је он плаћао 300 бећара (коњаника), 4 капетана и 13 буљубаша. Турске снаге под Хуршид-пашом имале су око 20.000 људи, 30 топова и 7 кумбара; а нижи заповедници били су Реџеп-ага Адакалски, Мула-паша и Јусуф-ага.

## Битка
Напад Турака на Неготин почео је 11. јула, а већ сутрадан заузели су село Кобишницу и 13. јула зауставили се у рову на 1 km од Неготина према шанцу Цветка Бреговљанина (на западној страни града). До 16. јула Турци су опколили Неготин са северне и источне стране и пришли му на даљину пушчаног домета. Снагама с југа командовао је Реџеп-ага, а с истока и севера Хуршид-паша. Турци су затим почели дању и ноћу тући град артиљеријском ватром. За то време Хајдук-Вељко је вршио успешне испаде у турске редове и наносио им губитке. Међутим, турски топови су рушили кулу за кулом, па и Вељкову, због чега је он сишао у шанац. При обиласку шанчева погодило га је 31. јула топовско ђуле у Абрашевом шанцу и убило. Команду над посадом примио је његов брат Милутин, који је преосталу посаду ноћу 9/10. августа повукао неприметно од Турака у Пореч, оставивши топове, муницију, храну и рањенике у цркви. Турци су 10. августа заузели Неготин без борбе.

## Последице
Прости војници, преплашени од турских топова, на задрже се у Поречу него се разбеже кућама, напустивши и шанчеве у Брзој Паланци и Великом ратном острву. Затим половина турске војске са великим везиром оде на Делиград, а остатак ратним лађама на Кладово, које се преда већ после неколико топовских хитаца, док преостала војска у Поречу (где су била и Вељкова браћа са бећарима) делом побегне лађама у Банат, а делом падне у ропство.
У Неготину је до 1833. био турски војвода са мањом посадом. Крајем априла 1833. град је заузео кнез поречке нахије Стеван Стевановић Тенка са 600-700 Срба; од тада је Неготин у саставу Србије.

## Занимљивости
Битка је екранизована у серији Вук Караџић у 5 епизоди.